# K-159
Das K-159 war ein Atom-U-Boot der sowjetischen und später der russischen Marine. Es gehörte der November-Klasse an. 2003 sank das außer Dienst gestellte Boot mit neun Besatzungsmitgliedern während des Schlepps zur Abwrackung.

## Geschichte
Das K-159 wurde 1962 auf Kiel gelegt und lief 1963 vom Stapel. Das U-Boot konnte im Oktober 1963 offiziell in Dienst gestellt werden.

### Erster Atomunfall
Am 2. März 1965 gelangte an Bord des K-159 radioaktives Material in den eigentlich strahlungsfreien Sekundärkreislauf des Druckwasserreaktors und damit in den gesamten Antriebsstrang. Das Boot wurde erst ab 1967 überholt, wobei auch große Teile des Antriebs ausgetauscht wurden.

### Außerdienststellung

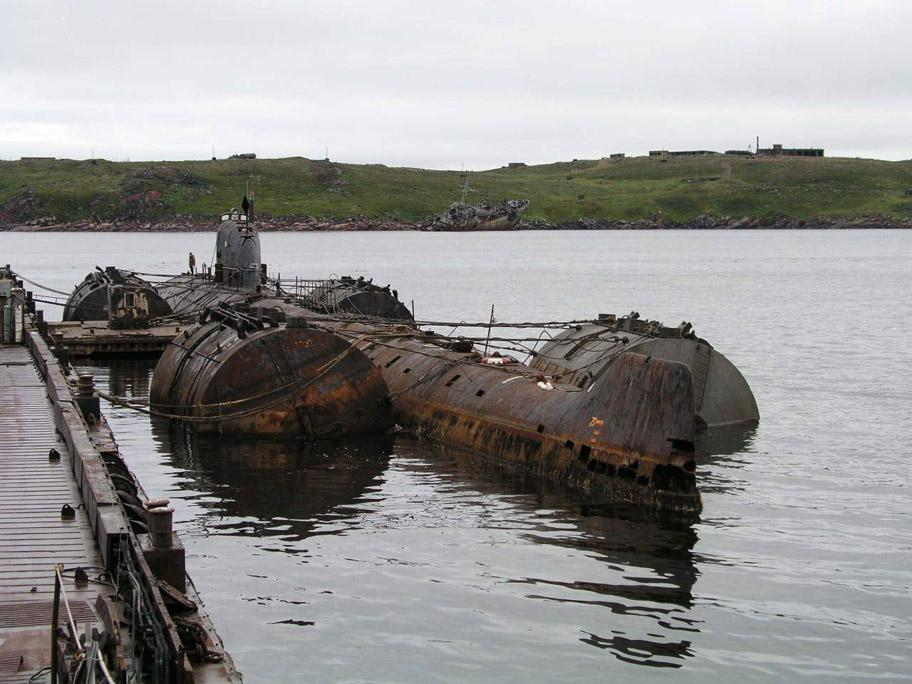
K-159 mit Pontons, 2003

Das K-159 wurde am 30. Mai 1989 außer Dienst gestellt. Ohne weitere Maßnahmen wurde das U-Boot in der Marinebasis Gremicha verankert, selbst die Kernbrennstoffe wurden nicht entfernt (im Boot liegt weit mehr radioaktives Material als in der maroden Schachtanlage Asse). 2003 erhielt die Marine schließlich Gelder aus dem internationalen Fonds zur umweltgerechten Entsorgung des K-159 und weiterer Boote. Da sich das K-159 in schlechtem Zustand befand, waren bereits seit Jahren vier große leere Tanks als Pontons an seinem Rumpf vertäut worden, um das Boot über Wasser zu halten. Beim Abschleppen des Bootes zu einer Werft in Poljarny wurden diese Tanks nicht demontiert, sondern mit den korrodierten Stahltrossen am Boot belassen.

### Untergang
Am 28. August 2003 sollte das Abschleppen des U-Bootes beginnen. Es befanden sich zehn Seeleute an Bord. Am 30. August wurde das Boot durch über die verrotteten Stopfbuchsen eindringendes Wasser plötzlich hecklastig. Später riss die See einen der noch aus dem Zweiten Weltkrieg stammenden Pontons weg, worauf das Boot einige Stunden später in das 238 Meter tiefe Wasser versank. Mit ihr gingen sieben Mann der Besatzung unter, zwei weitere wurden tot geborgen, ein Seemann überlebte.

### Verurteilung des Befehlshabers
Im Mai 2004 wurde der damalige Befehlshaber der Nordflotte, Gennadi Sutschkow, von einem Militärgericht wegen fahrlässiger Tötung zu vier Jahren Haft, mit einer Bewährungsfrist von zwei Jahren, verurteilt. Dennoch wurde er schon im April 2005 zum Berater des Verteidigungsministers Iwanow in Fragen der Seekriegsflotte ernannt.

### Bergung
Im Juli 2007 gab die russische Marine bekannt, das versunkene Boot bergen zu wollen. Dies ist bisher (Stand August 2023) nicht geschehen – jedoch hat die russische Marine die Umgebung des Wracks im Jahr 2014 auf radioaktive Kontamination untersuchen lassen. Es wurde keine erhöhte Radioaktivität festgestellt, obwohl sich noch immer 800 kg Kernbrennstoff an Bord befinden.
Im Dezember 2019 wurde ein Konzept zur Bergung vorgestellt. Die Europäische Bank für Wiederaufbau und Entwicklung hat daraufhin ihre Bereitschaft signalisiert, sich an den geschätzten Kosten in Höhe von 300 Millionen Euro zu beteiligen. Das Wrack liegt auf Position 69° 23′ N, 33° 50′ O, westlich von Kildin in 246 m Tiefe.